# Firestone (Kolorado)
Firestone – miasto w Stanach Zjednoczonych, w stanie Kolorado, w hrabstwie Weld.